# ファヴィニャーナ
ファヴィニャーナ（イタリア語: Favignana）は、イタリア共和国シチリア州トラーパニ県にある、人口約4,300人の基礎自治体（コムーネ）。
シチリア島西方の地中海上に位置するエーガディ諸島の島々からなる。

## 地理

### 位置・広がり
トラーパニ県西部のコムーネ。ファヴィニャーナ島をはじめとする、エーガディ諸島の島々からなる。

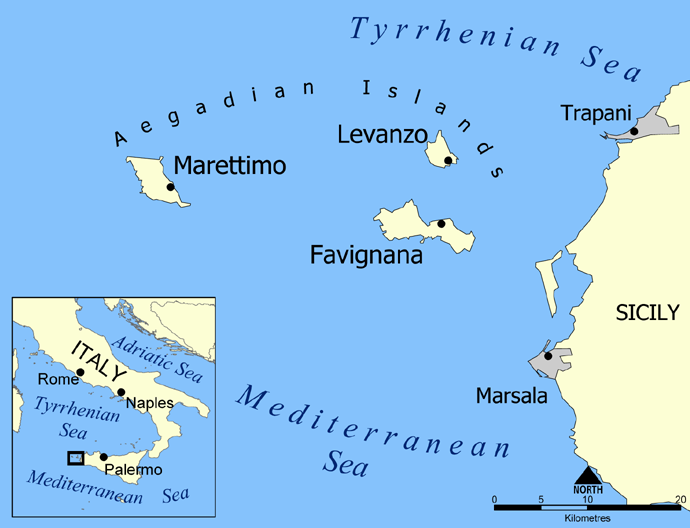
エーガディ諸島

### 地勢
- エーガディ諸島
  - ファヴィニャーナ島
  - レヴァンツォ島
  - マレッティモ島